# ایسمائیل هرناندز
ایسمائیل هرناندز (انگلیسی: Ismael Hernández؛ زادهٔ ۲۳ january ۱۹۹۰ (۳۵ سال)) ورزشکار پنج‌گانه مدرن اهل مکزیک است.
وی در مسابقات کشوری و بین‌المللی در مجموع برندهٔ ۲ مدال طلا، ۱ مدال نقره، ۱ مدال برنز شده‌است.